# Freyr Alexandersson
Freyr Alexandersson (* 18. November 1982) ist ein isländischer Fußballtrainer und ehemaliger -spieler. Seit Januar 2025 ist er Trainer des norwegischen Erstligisten Brann Bergen. Von 2013 bis 2018 war er Trainer der isländischen Fußballnationalmannschaft der Frauen sowie von 2018 bis 2020 Co-Trainer der Männer-Nationalmannschaft.

## Spielerkarriere
Freyr war seit seiner Jugend ein Spieler von Leiknir Reykjavík. Dort absolvierte er 81 Pokal- und Meisterschaftsspiele als Verteidiger.

## Trainerkarriere
Freyr begann seine Trainerkarriere als Trainer der Mädchenjugendmannschaft bei Leiknir Reykjavík. 2006 begann er als Jugendtrainer der Mädchen beim Stadtrivalen Valur.

### Valur
Freyr assistierte im Sommer 2007 dem Manager der Valur-Frauenmannschaft. Später wurde er Cheftrainer der Valur-Frauenmannschaft. Freyr gewann 2008 die Pepsideild kvenna. Dies ist die höchsten Frauen-Fußballliga in Island. Dann gewann Freyr zweimal die Úrvaldeild und zweimal den isländischen Frauenfußballpokal. Nach seiner Zeit bei Valur war Freyr zwei Jahre lang Co-Trainer der Herrenmannschaft von Valur.

### Leiknir Reykjavík
Nachdem Freyr als Spieler für den Verein aufgelaufen war, kehrte er für die Saison 2013 nach Leiknir zurück, diesmal als Trainer des Männerteams, welches in der zweithöchsten Spielklasse Islands, der 1.deild karla, spielte. In der ersten Saison unter Freyer belegte das Team den 7. Platz. In der zweiten Saison als Trainer gelang es Freyr, Leiknir zum ersten Mal in der 41-jährigen Geschichte von Leiknir zum Aufstieg in die erste Liga des isländischen Fußballs zu führen. Er gewann die zweithöchste Spielklasse mit 48 Punkten. Im ersten Spiel in der höchsten Spielklasse Islands, der Úrvaldeild karla, am 3. Mai 2015, besiegte Leiknir Valur mit 3:0. Das Team stieg allerdings direkt wieder ab. Am letzten Spieltag der Saison gab Freyr zusammen mit seinem Co-Trainer seinen Rücktritt bekannt.

### Isländische Frauen-Nationalmannschaft
Am 13. September 2013 wurde bekannt, dass Freyr Trainer der isländischen Frauen-Fußballnationalmannschaft wurde.
Nachdem Margrét Lára Viðarsdóttir in Elternzeit gegangen war, ernannte Freyr Sara Björk Gunnarsdóttir zur neuen Teamkapitänin im Januar 2014.
Am 4. September 2018 gab er bekannt, dass er sein Amt als Trainer niederlegen wird, nachdem das Team die Qualifikation für die Weltmeisterschaft 2019 verfehlte.

### Co-Trainer in Island und Katar
Freyr war für die isländische Fußballnationalmannschaft während der Fußball-Weltmeisterschaft 2018 Video-Analyst. Am 8. August 2018 wurde bekannt, dass Freyr Co-Trainer von Erik Hamrén bei der Männer-Nationalmannschaft Islands wird. Diese Tätigkeit behielt er Ende 2020 auch noch kurzzeitig unter dessen Nachfolger Arnar Vidarsson, ehe er sie zum Jahresende beendete.
Zunächst parallel zu seiner Tätigkeit beim isländischen Verband war Freyr ab September 2020 bis Mai 2021 Co-Trainer des katarischen Vereins Al-Arabi, bei dem er seinem Landsmann Heimir Hallgrímsson assistierte.

### Cheftrainer in Dänemark und Belgien
Im Sommer 2021 wurde Freyr Cheftrainer des dänischen Zweitligisten Lyngby BK. Mit der Mannschaft erreichte er am Saisonende als Tabellen-Zweiter den Aufstieg in die Superliga. In der anschließenden Saison 2022/23 konnte dort in den Playoff-Spielen knapp aufgrund der besseren Tordifferenz vor dem punktgleichen AC Horsens der Klassenerhalt erreicht werden. In die folgende Saison 2023/24 startete die Mannschaft besser und belegte bis zur Winterpause als Siebter einen Platz im Tabellen-Mittelfeld, ehe Freyr Anfang Januar 2024 seine Tätigkeit bei dem Verein beendete, um stattdessen den belgischen Erstligisten KV Kortrijk als Trainer zu übernehmen.
Im Januar 2025 übernahm Freyr den Cheftrainerposten beim norwegischen Klub Brann Bergen, bei dem er als Nachfolger des im Dezember zu AS Saint-Étienne gewechselten Eirik Horneland einen Drei-Jahres-Vertrag unterzeichnete.

## Erfolge

### Als Trainer
Valur
- Úrvalsdeild kvenna: 2008, 2009, 2010
- Icelandic Women's Football Cup: 2009, 2010

Leiknir R.
- 1. deild karla: 2014

Lyngby BK
- Aufstieg in die Superliga: 2022

### Als Spieler
- 2. deild karla: 2005